# Lomatium hallii
Lomatium hallii là một loài thực vật có hoa trong họ Hoa tán. Loài này được (S. Watson) J.M. Coult. & Rose mô tả khoa học đầu tiên năm 1900.

## Hình ảnh

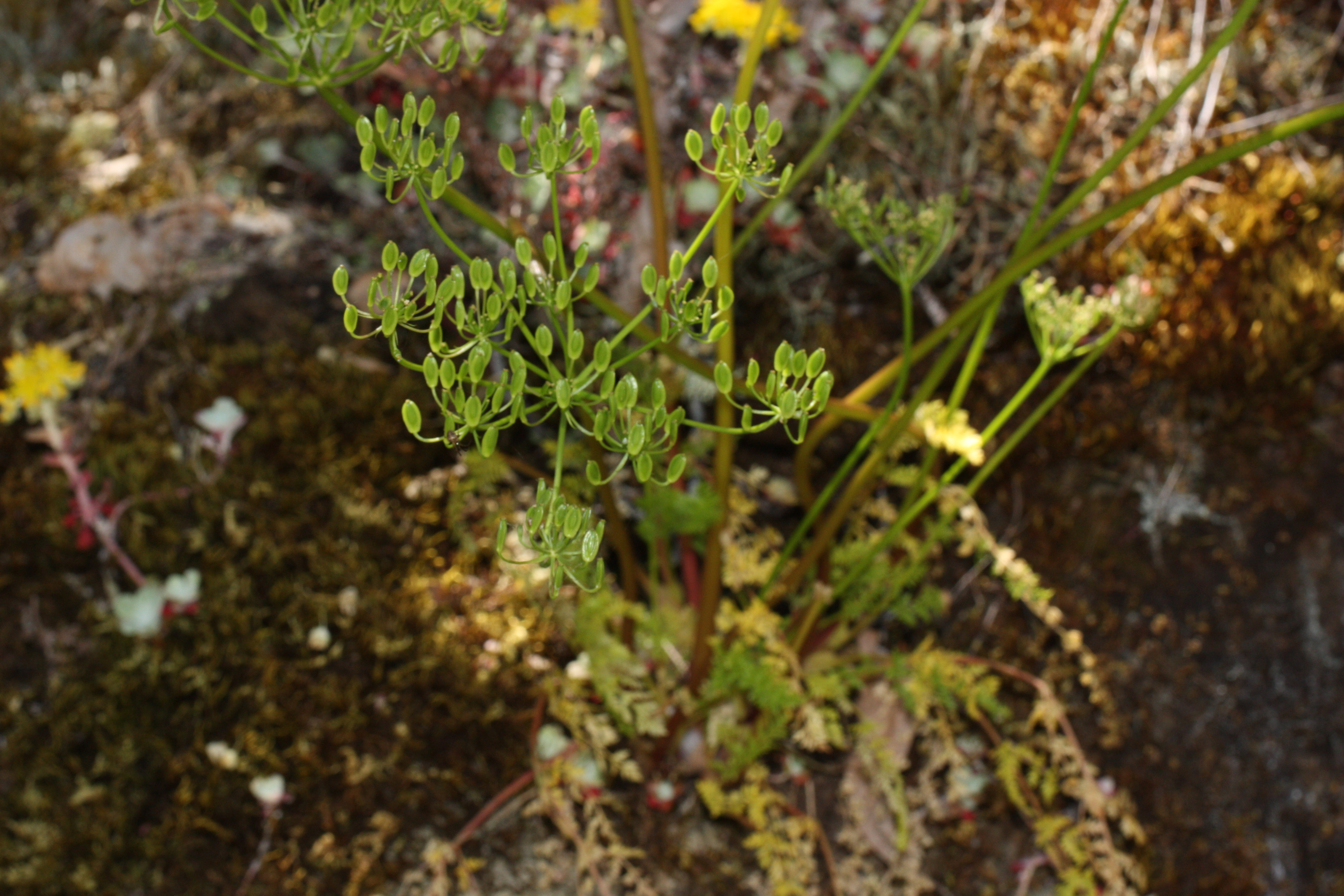
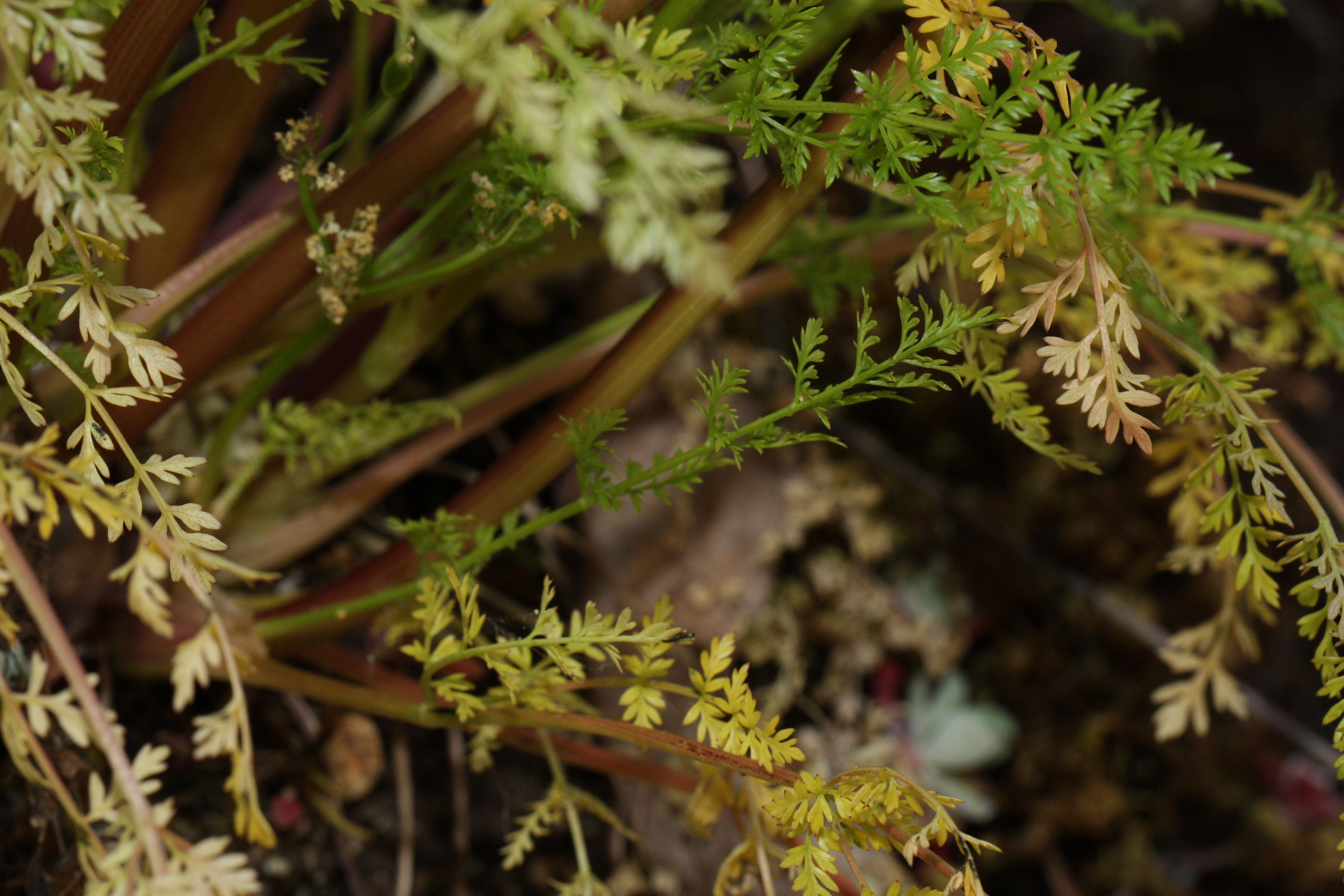